# Guerra di Samo
La guerra di Samo (440-439 a.C.) è stata un conflitto militare tra Atene e Samo.
La guerra fu iniziata da un intervento di Atene in una controversia tra Samo e Mileto; quando i Samiani rifiutarono di interrompere i loro attacchi contro Mileto, gli Ateniesi rovesciarono facilmente il governo oligarchico di Samo e installarono un presidio in città, ma gli oligarchi presto ritornarono, con il supporto dei Persiani.
Fu inviata una flotta ateniese più grande a reprimere questi moti; la flotta inizialmente sconfisse i Samiani e bloccò la città, ma Pericle, che la comandava, fu poi costretto a togliere gran parte della flotta dopo aver appreso che la flotta persiana si stava avvicinando da sud. Anche se i Persiani tornarono indietro prima che le due flotte si scontrassero, l'assenza di gran parte della flotta ateniese permise agli abitanti di Samo di scacciare il restante presidio e, per due settimane, di controllare il mare intorno alla loro isola; al ritorno di Pericle, tuttavia, gli Ateniesi la assediarono nuovamente e Samo fu circondata; la città si arrese nove mesi dopo. Secondo i termini della resa, i Samiani demolirono le loro mura, rilasciarono gli ostaggi, rinunciarono alla loro flotta e accettarono di pagare una indennità di guerra ad Atene per i successivi 26 anni.
Durante il corso della guerra, i Samiani aveva apparentemente fatto appello a Sparta perché li aiutasse; gli Spartani erano inizialmente propensi ad accogliere tale richiesta, ma vari fattori, tra cui la riluttanza di Corinto, glielo impedirono. Nel 433 a.C., quando Corcira chiese aiuto ad Atene contro Corinto, i Corinzi ricordarono agli Ateniesi la buona volontà che avevano dimostrato in quel momento.

## Svolgimento
Se non diversamente specificato i dati vengono da Tucidide, Guerra del Peloponneso, I, 115-117.

### Antecedenti
Nel 440 a.C. Samo, approfittando della debolezza di Mileto (che era stata costretta per ben due volte, nel 450 e nel 446 a.C, a disarmare la flotta e a rendere omaggio ad Atene) e del fatto che era uno dei tre alleati indipendenti all'interno della Lega delio-attica, decise di dichiarare guerra a Mileto per annettere il conteso territorio di Priene, antica città della Ionia ai piedi della collina di Micale.
Gli ateniesi, sia per il desiderio di proteggere la democrazia di Mileto dall'oligarchia di Samo, sia per mantenere la stabilità del proprio dominio ed evitare che Samo divenisse troppo forte, decisero di schierarsi con i milesi.
Pertanto, Atene dispose l'invio di una flotta di 40 triremi, al comando di Pericle, allo scopo di fermare il conflitto ed instaurare a Samo una democrazia.
Senza colpo ferire, Pericle ottenne dai samii 100 ostaggi che trasferì a Lemno e, lasciata una guarnigione, partì.

### Rivolta
La pace, tuttavia, non durò a lungo: infatti, un gruppo di oligarchi riuscì a fuggire verso la Lidia, governata dal satrapo persiano Pissutne il quale non solo salvò gli ostaggi trattenuti a Lemno ma fornì anche 700 mercenari affinché riconquistassero Samo.
Poco tempo dopo, gli oligarchi, con l'appoggio dei fautori rimasti in città, riuscirono a sbarcare presso Samo e a riconquistare la città; quanto agli ateniesi presenti, questi furono consegnati a Pissutne.
Atene si trovava, quindi, di fronte ad una grave crisi dal momento che la rivolta, aperta da uno dei suoi più potenti soggetti, avrebbe potuto costituire un incitamento anche per gli altri.
Infatti, poco tempo dopo, scoppiarono  numerose rivolte di cui si ricordano quella di Bisanzio e di Mileto la quale aveva ricevuto, peraltro, l'appoggio spartano.
Tuttavia, gli ateniesi agirono con grande rapidità: inviarono 60 navi per controllare la situazione nel Mar Egeo e, lasciate 16 navi a presidio di diverse città, in cui sospettavano la presenza di gruppi di rivoltosi, con le 44 rimaste affrontarono, nei pressi dell'isola di Tragia, la flotta di Samo composta da 50 triremi e 20 navi da trasporto.
Gli ateniesi, nonostante l'inferiorità numerica, uscirono vincitori e, ottenute altre 65 navi di rinforzo da Atene, Chio e Lesbo, predisposero l'assedio a Samo.
A questo punto, con la situazione apparentemente sotto controllo, Pericle, ricevette la notizia che una flotta persiana si preparasse per attaccarlo e, di conseguenza, salpò per la Caria con altre 60 navi.
In assenza di Pericle, i samii, sotto la guida del filosofo Melisso, figlio di Itagene, riuscirono a rompere il blocco navale, a catturare numerosi ateniesi e, per 14 giorni, poterono rifornirsi di viveri.

### Conclusione
Con il ritorno di Pericle, riprese l'assedio che durò per nove mesi, al termine dei quali, oramai stremati, i samii si arresero. 
Pericle impose di smantellare le fortificazioni, di consegnare la flotta e di pagare un'indennità di 1 300 talenti entro il termine di 26 anni.
Ben presto, con la caduta di Samo, anche le rivolte nelle restanti città si sopirono.

### Il ruolo di Sparta
Anche se Atene alla fine riuscì a ristabilire l'ordine, la minaccia di perdere l'impero fu assai grave se si fosse concretizzato un intervento spartano.
Infatti, Tucidide riporta che, quando nel 433 a.C. i Corinzi erano in lotta con i Corciresi ed entrambi avevano inviato ambasciatori ad Atene, i primi, tra le altre cose, avessero affermato "Quando i restanti poteri del Peloponneso erano equamente divisi se bisognasse assistere [i Samii] abbiamo detto chiaramente che ciascuno ha il diritto di punire i propri alleati". 
Tale passaggio è stato interpretato dagli storici odierni nel senso che Sparta così come altre città della Lega del Peloponneso erano pronte per aiutare i samii ma che il rifiuto di Corinto, unica tra queste città che disponesse di un'efficiente marina, lo avesse impedito.